# Bandera de Panamà
La bandera de Panamà fou adoptada oficialment per llei del 4 de novembre de 1925, commemorant la independència del país de Colòmbia, i és una d'una sèrie de festes celebrades al novembre conegudes com a Fiestas Patrias.
Es compon d'un rectangle dividit en quatre sectors: el primer quarter superior és blanc amb una estrella blava de cinc puntes, el segon superior és de color vermell, el primer de la part inferior és de color blau, i és el segon blanc amb una estrella vermella. Es diu que els colors representen la rivalitat dels dos grans partits polítics (conservador en blau, liberal en vermell) i el blanc la pau que regna al país.

Reconstrucció de la proposta de Bunau-Varilla de 1903.

El disseny original de la bandera de Panamà data de 1903 i mostra set franges vermelles i grogues amb una cantonada blava amb dos sols units per una franja representant el Canal de Panamà. Es diu que el disseny fou vetat pel primer President del Panamà i artífex de la independència, Manuel Amador Guerrero.

## Construcció i dimensions

Plantilla de construcció de la bandera.